# 一條慎三郎
一條慎三郎（1874年—1945年）是日本長野縣出身的作曲家、音樂教師。日治時代活躍於台灣，創作許多作品。一條慎三郎也有以新字體表記為。

## 經歷
1874年（明治7年）生於舊信濃國松代藩（現 長野縣長野市）藩士之家。東京音樂學校（現 東京藝術大學）畢業後渡台，受聘為台灣總督府國語學校、台北師範學校（現 台北教育大學）教師，從事唱歌教育，並創作許多歌曲。學校教育之外，也在台灣放送協會創設台北放送局（JFAK）管弦樂團、組織師範學校的學生合唱團，在各地舉辦音樂會。作品包括學校唱歌、校歌、州市歌等。主要作品有《台灣の風景》、《さああそびましょう》（一起來玩吧）、《なわとび》（跳繩）、《六氏先生》、《台北第一師範學校校歌》、《台北第二中學校校歌》、《宜蘭小學校校歌》、《嘉義中學校校歌》、《台南高等工業學校校歌》、《台北市民歌》、《基隆の唄》（基隆市歌）、《台北州歌》等。1945年（昭和20年）病逝於台灣。